# Kalkstenslav
Kalkstenslav (Aspicilia calcarea) är en lavart som först beskrevs av L., och fick sitt nu gällande namn av William A. Mudd. Kalkstenslav ingår i släktet Aspicilia, och familjen Megasporaceae. Arten är reproducerande i Sverige.

## Bildgalleri

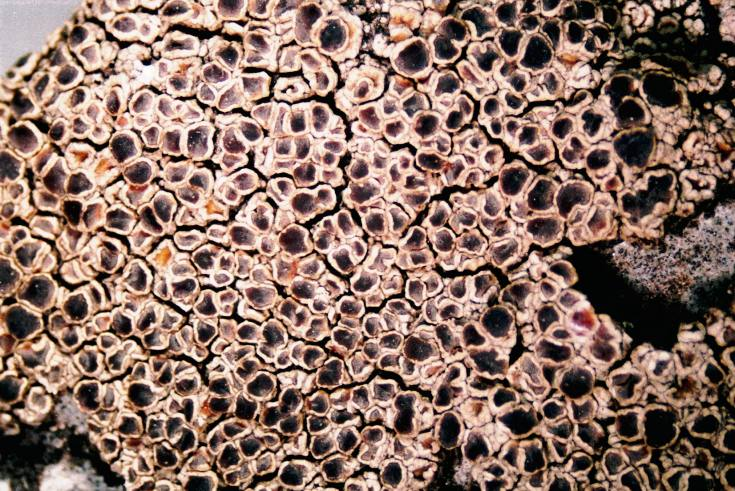
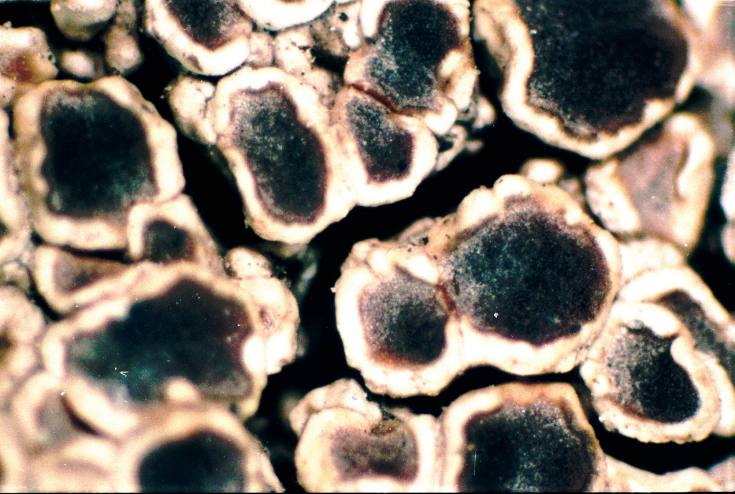
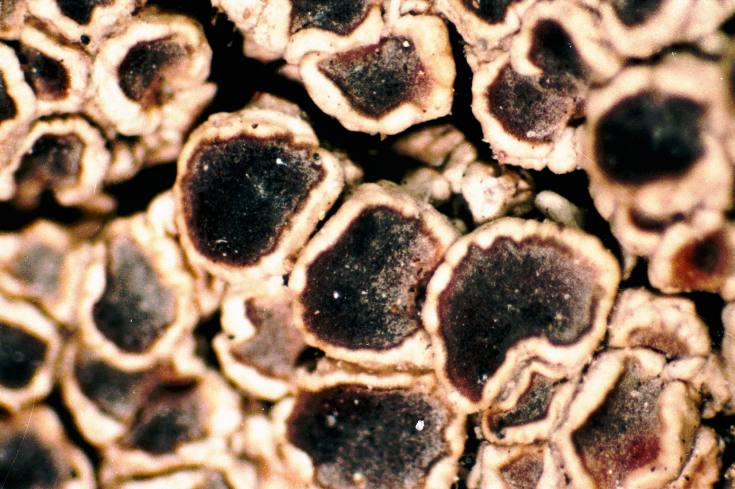
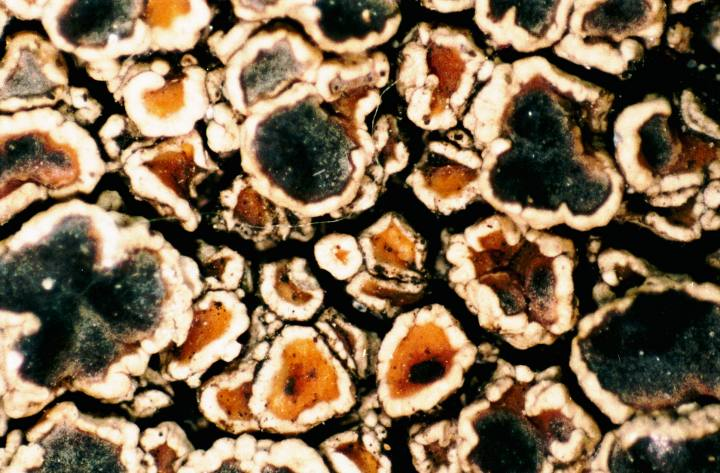
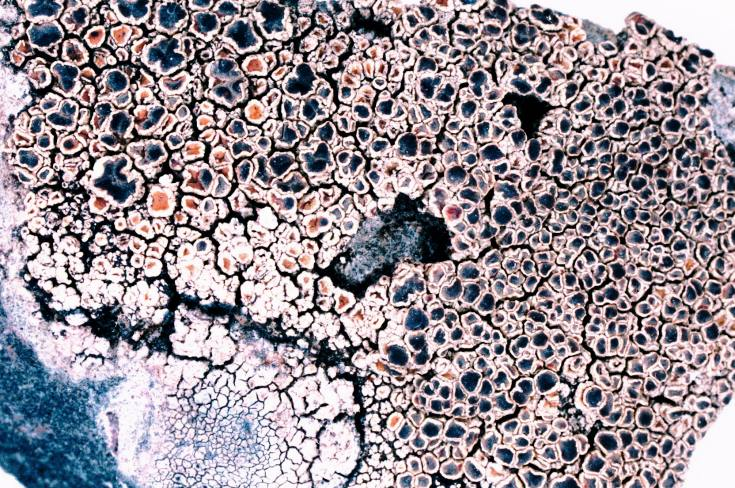